# Plecoptera flaviceps
Plecoptera flaviceps là một loài bướm đêm trong họ Erebidae.